# Strigialifusus
Strigialifusus es un género de foraminífero bentónico de la subfamilia Polymorphininae, de la familia Polymorphinidae, de la superfamilia Polymorphinoidea, del suborden Lagenina y del orden Lagenida. Su especie-tipo es Polymorphina regina var. rutila. Su rango cronoestratigráfico abarca el Rupeliense (Oligoceno medio).

## Discusión
Clasificaciones previas incluían Strigialifusus en la superfamilia Nodosarioidea.

## Clasificación
Strigialifusus incluye a la siguiente especie:
- Strigialifusus rutila †